# Taikat jezici
Taikat jezici, malena skupina jezika porodice border, koji se govore na području regencije Jayapura na indonezijskom dijelu otoka Nova Gvineja (Irian Jaya). Ima manje od 1.000 govornika, a obuhvaća jezike awyi [auw], 350 (2000 Wurm) i taikat ili arso [aos], 500 (2000 Wurm).
Porodicu border čini sa skupinama bewani i waris, preko koje je nekada bila dio transnovogvinejske porodice.

## Vanjske poveznice
- Ethnologue (14th)